# Cuboid-Syndrom
Das Cuboid-Syndrom beschreibt eine leichte Verletzung des Calcaneocuboidgelenks, also des Gelenks zwischen Fersenbein (Calcaneus) und Würfelbein (Cuboid), sowie der umgebenden Bänder. Es äußert sich oft in Form lateraler Fußschmerzen am Fußaußenspann und resultiert manchmal auch in allgemeiner Fußschwäche. Der Zustand tritt relativ häufig auf, ist aber nicht klar definiert und wird daher eher selten diagnostiziert.

## Anzeichen und Symptome
Patienten mit Cuboid-Syndrom klagen häufig über Schmerzen oder Schwäche im lateralen Fußbereich zwischen viertem und fünftem Mittelfußknochen und dem Calcaneocuboidgelenk. Der Schmerz kann in den gesamten Fuß ausstrahlen. Der Schmerzbereich kann sich aber auch über die Sehne des Wadenbeinmuskels erstrecken, was mitunter dazu führt, dass der Patient einen Schongang annimmt. Oftmals kann bereits das Stehen auf Zehenspitzen oder das Rollen des Fußgewölbes eine Schmerzwelle auslösen, da diese Bewegungen Calcaneocuboidgelenk und -bänder beanspruchen, die bei Cuboid-Syndrom-Patienten besonders angespannt sind. Im Allgemeinen kann der Schmerz sehr plötzlich eintreten, sich graduell entwickeln oder über einen langen Zeitraum anhalten. Manchmal verschwindet er auch für einige Zeit und tritt dann erneut auf.

## Ursachen
Das Cuboid-Syndrom kann aufgrund eines einzigen traumatischen Ereignisses wie beispielsweise einer Gelenkverstauchung entstehen oder sich schleichend durch dauerhafte Belastung ausbilden. Die Ursache des Cuboid-Syndroms ist nicht endgültig geklärt. Unter anderem werden übermäßige Einwärtsdrehung des Fußes, Überlastungsverletzungen und Verstauchung des Knöchels angenommen. Die vorherrschende Annahme ist, dass das Würfelbein heftig nach außen und dabei das Fersenbein nach innen gedrückt werden, was eine Inkongruenz des Calcaneocuboidgelenks zur Folge hat. Meist sind Athleten vom Cuboid-Syndrom betroffen, vor allem, wenn ihre sportlichen Aktivitäten (hauptsächlich Laufen, Springen und seitliches Manövrieren) ohnehin schon hohen Druck auf die Füße verursachen. Besonders häufig leiden Ballett-Tänzer, Basketball- und Tennisspieler sowie Läufer unter dem Cuboid-Syndrom. In einigen Fällen bestehen die Beschwerden sogar fort, wenn der Patient regelmäßig eine physiotherapeutische Behandlung erhält. Der Fußtyp des Patienten kann ebenfalls zum Krankheitsbild beitragen.

## Risikofaktoren
Es wird vermutet, dass Adipositas, Instabilität des Mittelfußes, schlecht sitzendes Schuhwerk, mangelnde körperliche Betätigung, nicht ausreichende Erholung von körperlicher Aktivität, allgemeine Untrainiertheit, die Bewegung auf unebenem Terrain und Verstauchungen zu den Risikofaktoren zählen, welche die Entstehung des Cuboid-Syndroms begünstigen.

## Behandlung
Wurde das Cuboid-Syndrom diagnostiziert, versucht man das Würfelbein wieder in die richtige Position zu bringen. Dies ist möglich, sofern keine Kontraindikationen wie das Vorliegen einer Gichterkrankung, entzündliche Arthritis, Knochenerkrankungen, neurovaskuläre Einschränkungen oder Knochenbrüche dagegen sprechen. Diese Form der manuellen Anwendung am Fuß sollte von einem Spezialisten durchgeführt werden. Weitere Behandlungsstrategien können die Ursachenbehandlung oder das Vermeiden einer erneuten Erkrankung am Cuboid-Syndrom miteinbeziehen (z. B. Stärkung muskulärer Strukturen oder Verwendung spezieller Orthesen). In der Regel ist eine Behandlung erfolgversprechend und es sind meist keine bleibenden Einschränkungen zu befürchten.